# Jan Matliński

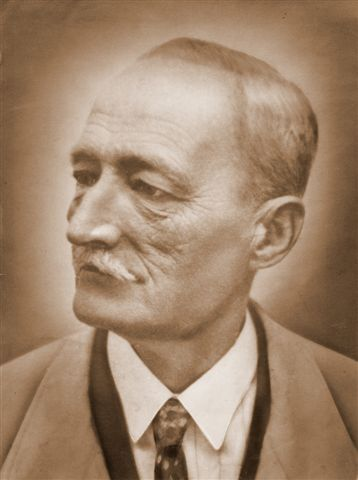
Jan Matliński

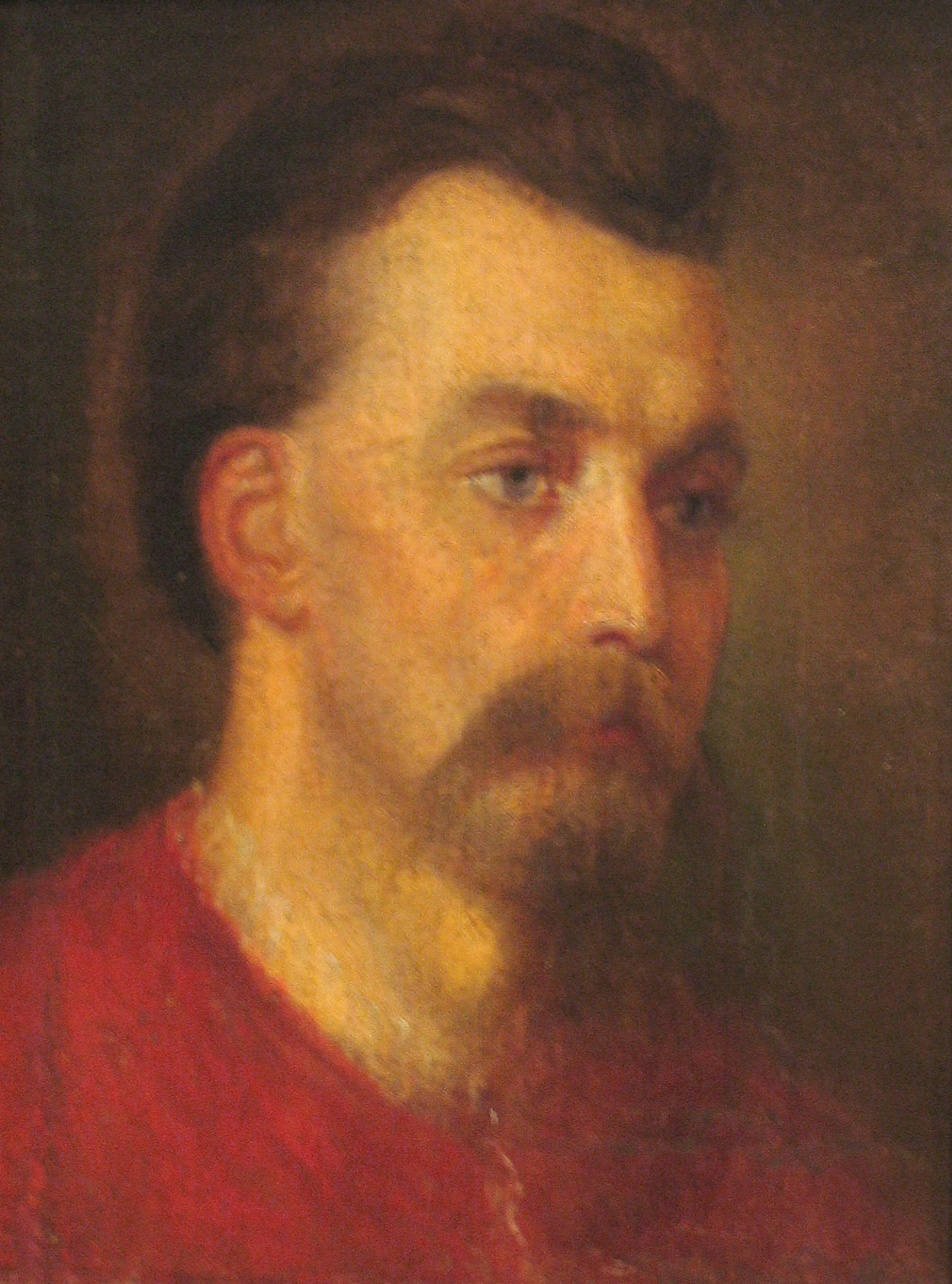
Jan Matliński

Jan Matliński (ps. Janko Sokół) właściwie Jan Kanty Aleksander Roman Matliński (ur. 1829 w Dąbrówce). Z wpisu księgi zgonów Urząd Zdrowia Miasta Krakowa sygn. 29/83/0 Zgony 1884 poz. 511 jest podana data śmierci 22.03.1884 i że przeżył 56 lat, zmarł 22 marca 1884 roku w szpitalu św. Łazarza w Krakowie. Przyczyną śmierci było ustanie akcji serca wskutek zapalenia płuc. Został pochowany na cmentarzu Rakowickim w Krakowie w kwaterze RA. – naczelnik wojenny powiatu włocławskiego, uczestnik powstania styczniowego, cywilny naczelnik powiatu włocławskiego oraz naczelnik cywilny powiatu siedleckiego w czasie przygotowań do powstania, lekarz. 
W czasie bitwy węgrowskiej pełnił rolę dowódcy sił powstańczych, a następnie oddziałów płk. Walentego Lewandowskiego (po schwytaniu jego do niewoli). Do Węgrowa przybył 23 stycznia 1863. Wspólnie z Władysławem Jabłonowskim kierowali 3 lutego 1863 bitwą z Rosjanami pod Węgrowem. Po walce wyprowadził powstańców z Węgrowa i klucząc w terenie dotarł do Siemiatycz, gdzie wziął udział w następnej bitwie 7 lutego 1863. Po tej walce wycofał się na Litwę, gdzie po kilku potyczkach ślad po nim zaginął.
Po pewnym czasie znalazł się w Konstantynopolu. Potem powrócił do Krakowa i pracował w bankowości. Był też jednym z pierwszych naczelników Ochotniczej Straży Pożarnej. 
Był  mężem  Matyldy Lisikiewicz
W Krakowie po raz drugi ożenił się z siostrą malarza Witolda Pruszkowskiego, Stanisławą z którą miał syna Jana, ur. 18  marca 1883. Zmarł 22 marca 1884, pochowany w Krakowie na cmentarzu Rakowickim.
Dzierżawił majątek Świnotop nad Liwcem (k/Kamieńczyka n/Bugiem).